# 3-й Нижнелихоборский проезд
Тре́тий Нижнелихобо́рский прое́зд (до 30 января 1929 года — Ни́жний Лихобо́рский прое́зд) — проезд в Северном административном округе города Москвы на территории Тимирязевского района. Входит в состав Северо-Западной хорды.

## История
Проезд получил современное название 30 января 1929 года, до переименования носил название Ни́жний Лихобо́рский прое́зд. И современное, и историческое название связаны с названием бывшего подмосковного селения Нижние Лихоборы.

## Расположение
3-й Нижнелихоборский проезд, являясь продолжением Большой Академической улицы, проходит от улицы Линии Октябрьской Железной Дороги на восток, с севера к нему примыкает 1-й Нижнелихоборский проезд, затем проезд пересекает Дмитровское шоссе и проходит до Локомотивного проезда. Нумерация домов начинается от улицы Линии Октябрьской Железной Дороги.

## Примечательные здания и сооружения
По нечётной стороне:
- д. 1 — спортивный комплекс «Лихоборы»;
- д. 5а — детский сад № 116.

По чётной стороне:
- д. 6а — школа № 1213 с углублённым изучением английского языка.

## Транспорт

### Автобус
- 82, т36: от Дмитровского шоссе до Локомотивного проезда.
- 282: от Дмитровского шоссе до Локомотивного проезда и обратно.
- 114, 591: от Большой Академической улицы до Дмитровского шоссе.

### Метро
- Станция МЦК «Окружная» — севернее проезда, на Станционной улице.
- Станция метро «Окружная» Люблинско-Дмитровской линии — у восточного конца проезда на Локомотивном проезде вблизи платформы Окружная Савёловского направления Московской железной дороги.
- Станция МЦК «Лихоборы» — западнее проезда, на проезде Черепановых.

### Железнодорожный транспорт
- Платформа Лихоборы Ленинградского направления (Октябрьской железной дороги) — северо-западнее проезда, на Лихоборской набережной.
- Платформа Окружная Савёловского направления Московской железной дороги — у восточного конца проезда.
- Платформа Петровско-Разумовская Ленинградского направления — южнее проезда, у пересечения Дмитровского шоссе и улицы Линии Октябрьской Железной Дороги.

## Северо-Западная хорда
В будущем 3-й Нижнелихоборский проезд войдёт в состав Северо-Западной хорды. В 2012—2013 годах в ходе реконструкции Дмитровского шоссе в районе пересечения с 3-м Нижнелихоборским проездом появился шестиполосный транспортный тоннель. Кроме строительства тоннеля проект предусматривает расширение 3-го Нижнелихоборского проезда до шести полос от Дмитровского шоссе в сторону Локомотивного проезда, создание пешеходного перехода над тоннелем, соединённого с тремя подземными пешеходными переходами.